# Alejandra Lazcano
Alejandra Moreno Lazcano (Mexico City, Meksiko - 31. prosinca 1984.) meksička je glumica.

## Životopis
Alejandra Moreno Lazcano rođena je u gradu Mexico Cityju. Karijeru je započela 1997. godine u TV seriji La hora de los chavos. Zatim je glumila u još nekim TV serijama i telenovelama. 2002. godine utjelovila je Jimenu de Albu u La virgen de Guadalupe, a 2003. godine glumila je Vanessu Sotomayor u telenoveli Vrtlareva kći. 2007. postaje Diana u meksičkoj telenoveli Zamka. Zatim glumi u još nekim telenovelama kao što su Valeria i Pobre diabla. 

## Filmografija

### Televizijske uloge
| Godina | Naslov                      | Uloga             |
| ------ | --------------------------- | ----------------- |
| 2009.  | Pobre diabla                | Daniela           |
| 2008.  | Valeria                     | Valeria Hidalgo   |
| 2007.  | Zamka                       | Diana             |
| 2005.  | Corazón partido             | Claudia           |
| 2004.  | Locas pasiones              | -                 |
| 2004.  | Tormenta de pasiones        | Isabel            |
| 2003.  | Vrtlareva kćer              | Vanessa Sotomayor |
| 2002.  | La virgen de Guadalupe      | Jimena de Alba    |
| 2002.  | La duda                     | Graciela          |
| 2002.  | Sin permiso de tus padres   | -                 |
| 2001.  | Lo que callamos las mujeres | -                 |
| 2001.  | Como en el cine             | Sofía             |
| 1999.  | Catalina y Sebastián        | -                 |
| 1998.  | Entre pingos                | Alejandra Lazcano |
| 1997.  | Bucaneros                   | Alejandra Lazcano |
| 1997.  | La hora de los chavos       | -                 |

### Filmske uloge
| Godina | Naslov       | Uloga |
| ------ | ------------ | ----- |
| 1997.  | Fin de juego | -     |

### Kazališne uloge
| Godina | Ime kazališne predstave | Uloga   |
| ------ | ----------------------- | ------- |
| 1999.  | Las Leandras            | Fermina |
| 2000.  | La Sirenita             | Ariel   |